# Van Halen
Van Halen var ett amerikanskt hårdrocksband bildat 1974 i Pasadena i Kalifornien, USA. Mellan 1974 och 1985 bestod gruppen av gitarristen Eddie Van Halen, sångaren David Lee Roth, trummisen Alex Van Halen och basisten Michael Anthony.
I början av 1980-talet var Van Halen ett av de mest framgångsrika rockbanden i USA, och med albumet 1984 och dess singel "Jump" fick gruppen ett internationellt genombrott. Låten är gruppens enda att nå förstaplatsen på Billboard Hot 100. Även de efterföljande singlarna "Panama" och "I'll Wait" blev framgångsrika i USA. 1984 har sålt i över 10 miljoner exemplar i gruppens hemland. 1985 lämnade Roth bandet och ersattes av Sammy Hagar, som tidigare varit medlem i Montrose. Med Hagar gav Van Halen ut fyra album på 11 års tid, varav samtliga nådde plats 1 på Billboard 200. 1996 lämnade Hagar bandet och ersattes av den förra Extreme-sångaren Gary Cherone. Cherone lämnade Van Halen 1999 och medverkade endast på Van Halen III som givits ut föregående år.
Efter ett uppehåll som varade fram till 2003, återförenades bandet med Hagar för en världsturné. Året därpå gav man ut samlingsalbumet The Best of Both Worlds som innehöll tre nya låtar, varav två av dessa gavs ut som singlar. Hagar lämnade återigen bandet 2005, men 2006 återvände Roth till Van Halen för en kommersiellt framgångsrik turné. Anthony blev inte inbjuden att medverka på turnén och blev i princip sparkad från bandet när Eddies son Wolfgang Van Halen tog hans plats. 2012 gav gruppen ut A Different Kind of Truth, bandets första studioalbum sedan 1998 och deras första med Roth på 28 år.
Enligt Recording Industry Association of America är Van Halen det 20:e bäst säljande bandet/artisten i USA:s historia, med över 56 miljoner sålda album i USA. De hamnade också på plats 4 i Billboards lista över de som tjänat mest pengar 2013. Van Halen är ett av endast fem rockband som har två studioalbum som har sålt i över 10 miljoner exemplar i USA. Dessutom har Van Halen haft flest listettor på Mainstream Rock Chart i USA, och är ett av världens bästsäljande band genom tiderna med över 80 miljoner sålda album. 2007 blev bandet invalt i Rock and Roll Hall of Fame and Museum.
Den 6 oktober 2020 avled Eddie Van Halen efter att ha drabbats av cancer.

## Historia

### 1972–1985: Åren med David Lee Roth
Bröderna Van Halen föddes i Nederländerna: Edward Van Halen i Nijmegen och Alex Van Halen i Amsterdam, deras pappa var musikern Jan Van Halen. 1962 flyttade familjen till Pasadena i Kalifornien, USA. Edward började sin musikaliska bana med att spela klassisk piano. Senare under 1960-talet började de båda bröderna spela musik tillsammans, med Eddie på trummor och Alex på gitarr. När Eddie delade ut tidningar för att kunna betala av sitt nya trumset, smög Alex över och spelade på dem. Så småningom fick Eddie reda på detta och i ren frustration sade han: "OK, du spelar trummor så spelar jag på din gitarr."
Bröderna Van Halen bildade sitt första band, The Broken Combs, tidigt på 1970-talet. När de började bli allt mer populära och utvecklats, spelade de på många fester och bytte namn till The Trojan Rubber Co. 1972 bildade bröderna ett band som de kallade Genesis, med Eddie som gitarrist och sångare, Alex på trummor och Mark Stone som basist. Till en början hyrde de ett ljudsystem av David Lee Roth, men beslutade sig för att spara pengar genom att låta Roth sjunga i bandet, trots att hans tidigare provspelningar för bandet varit misslyckade. 1974 beslöt sig bandet för att ersätta Stone med Michael Anthony, som tidigare varit basist och sångare i det lokala bandet Snake.

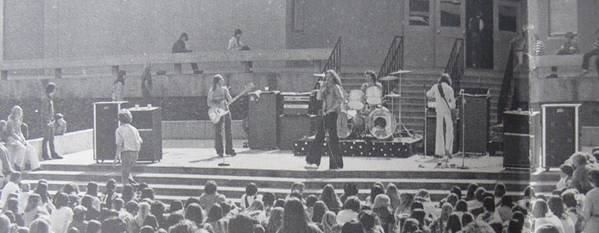
Van Halen live 1976.

Efter att ha upptäckt att namnet Genesis var upptaget, bytt gruppen namn till Mammoth. 1974 bytte Mammoth åter namn, denna gång till Van Halen, namnbytet var enligt Roth hans egen idé. Van Halen spelade på klubbar i Pasadena och Hollywood till en växande publikskara: de ökade sin popularitet genom att själva dela ut flygblad på olika skolor inför varje konsert. Tack vare detta fick bandet en stor skara fans. Senare samma år fick bandet sin första mindre genombrott när det anlitades för att spela på Gazzarri's – en populär nattklubb på Sunset Strip. Bandet hade tidigare provspelat för ägaren, Bill Gazzarri, men han tyckte att de spelade "för högt", och ville därför inte boka gruppen. Van Halens nya managers, Mark Algorri och Mario Miranda, hade dock tagit över bandbokningen på Gazzari's och ordnade således en överenskommelse. Kort därefter spelade Van Halen in sin första demo i Cherokee Studios, där bland andra Steely Dan just spelat in ett album. I mitten av 1970-talet spelade Van Halen på en stor mängd festivaler och hade konserter klubben Whisky a Go Go.
Enligt en artikel, skriven av Robert Hilburn, som publicerades i Los Angeles Times i början av 1977, så såg discjockeyn Rodney Birgenheimer Van Halen på Gazzarri's under sommaren 1976. Han blev imponerad av bandet och tog nästa gång med Gene Simmons från Kiss att se gruppen. Simmons producerade därefter en demoinspelning av Van Halen, som spelades in på Village Recorder i Los Angeles och Electric Lady Studios i New York. Simmons ville ändra bandets namn till Daddy Longlegs, men gruppen behöll Van Halen. Efter att ha tagit med demoinspelningen till Kiss management och fått höra att "de inte hade någon chans att slå igenom", bröt Simmons sitt samarbete med Van Halen.

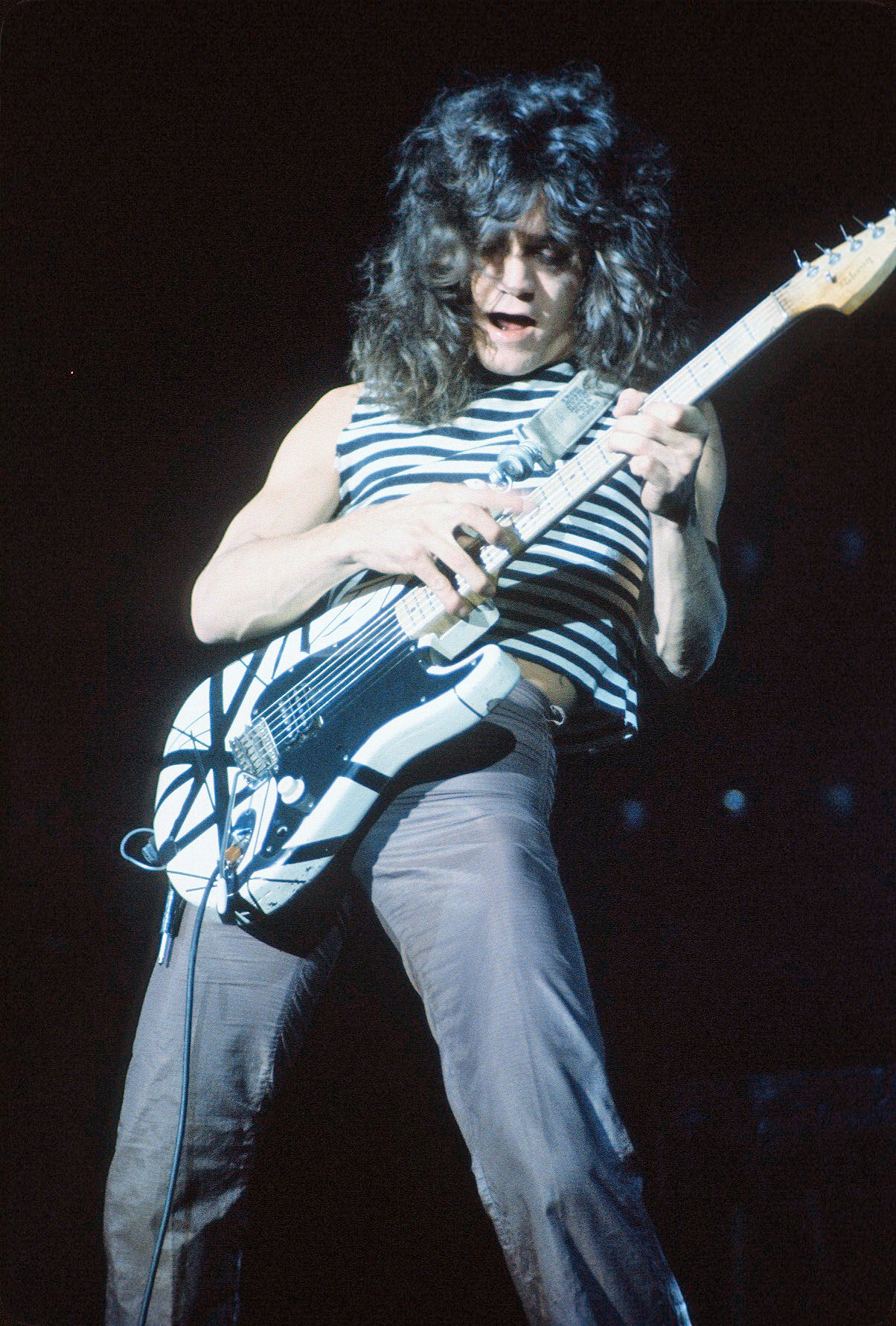
Gitarristen Eddie Van Halen live 1978.

I mitten av 1977 bevittnade Mo Ostin och Ted Templeman från Warner Bros. Records en av bandets konserter, på Starwood i Hollywood. Trots en relativt liten publik, blev de två så pass imponerade av Van Halen att man inom en vecka erbjöd bandet ett skivkontrakt. Van Halen spelade in sitt debutalbum på Sunset Sound Recorders i mitten av september till början av oktober 1977. Allt spelades in med minimalt med dubbar och mindre misstag lämnade man kvar på inspelningarna med vilje – allt för att ge albumet en livekänsla. Samtidigt fortsatte bandet spela live runtom södra Kalifornien.
När albumet gavs ut i februari 1978, så nådde Van Halen plats 19 på Billboardlistan, sålde i över 2,5 miljoner exemplar de första 8 månaderna och blev därmed ett av de mest framgångsrika debutalbumen inom rockmusiken. Van Halen innehåller flera låtar som nu anses vara några av gruppens mest klassiska, såsom "Runnin' with the Devil" och gitarrsolot "Eruption, som visade upp Eddies användande tappingteknik. Bandet turnerade därefter i nästan ett års tid och var förband till bland andra Black Sabbath och upprättande ett rykte för sina konserter. Bandets styrka låg mycket i Eddie Van Halens gitarrteknik och David Lee Roths flamboyanta scenpersonlighet, två starka sidor som senare gjorde dem till rivaler. Bandet återvände till studion i slutet av 1978 för att spela Van Halen II, som gavs ut i mars 1979 och var snarlik sin föregångare. Detta album innehöll bandets första hitsingel, "Dance the Night Away".
De följande åren alternerade bandet mellan att ge ut studioalbum och att turnera. Gruppens tredje studiaolbum Women and Children First cementerade Van Halens rockstjärnestatus ytterligare. Under inspelningarna av det fjärde studioalbumet, Fair Warning, 1981 började det bli alltmer spänt i bandet. Eddie hade en önskan om mer allvarliga och komplexa låtar, medan Roth ville fortsätta i samma stil som tidigare. Roth, och producenten Templeman, gick dock till slut med på Eddies önskemål.

Omslaget till Van Halens femte studioalbum, Diver Down.

Bandets femte studioalbum, Diver Down, gavs ut i april 1982. De två första singlarna från albumet var covers: "Oh, Pretty Woman" och "Dancing in the Street" som båda nådde topp-40 på Billboard Hot 100. Kort därefter hamnade bandet i Guinness rekordbok som det högst betalda bandet för ett enda framträdande – de tjänade 1,5 miljon dollar för ett 90-minuters set på US Festival 1983. Trots att bandet verkade vara i bra form fanns där fortfarande spänningar i bandet. Billy Sheehan, vars band Talas tidigare hade turnerat med Van Halen, påstod att han blivit tillfrågad av Eddie att ersätta Anthony. Under den här perioden bidrog bröderna Van Halen till filmmusiken och de instrumentala låtarna till filmen The Wild Life. Musiken lade mycket tyngd på keyboards och liknade det sound som man använt på de två föregående albumen och ännu mer soundet på det kommande albumet.
Efter utgivningen av 1984, som gavs ut i januari 1984, var Van Halen på toppen av sin karriär. Albumet, som spelades in på Eddie Van Halens nybyggda 5150 Studios, innehåller mycket keyboards, som tidigare bara använts sporadiskt på bandets föregående album. Första singeln från 1984, "Jump", baserades på en syntslinga och blev bandets första och enda låt att nå förstaplatsen på Billboard Hot 100 i USA, och gav också Van Halen en Grammy-nominering. Övriga singlar var "Panama" och "I'll Wait" som både nådde plats 13 på Billboard Hot 100, samt "Hot for Teacher". 1984 blev hyllat av både recensenter och fans, och nådde som bäst plats 2 på Billboard 200, bakom Michael Jacksons Thriller. I USA har albumet sålt i över 10 miljoner exemplar och har diamantcertifierats. Under 1984 gjorde bandet en lång turné i Nordamerika. I augusti och september samma år medverkade Van Halen på Monsters of Rock-turnén där bandet för första gången besökte Sverige för en konsert på Råsunda fotbollsstadion.
Under turnén för 1984 var spänningarna inom gruppen högre än någonsin, vilket ledde till att Roth lämnade Van Halen 1985. Roth hade varit upprörd över att Eddie skapade musik utanför Van Halen utan att fråga bandet, samt hans påstådda drogmissbruk som ska ha hindrat bandet från att repetera. Roth lanserade vid den här tiden också en framgångsrik solokarriär, och fick två hitlåtar från sin EP Crazy from the Heat. Den ena var en nyinspelning av The Beach Boys låt "California Girls", som nådde plats 3 i USA, och den andra var en gammal standard – "Just a Gigolo" – som nådde plats 13 i USA. Roth erbjöds också en ett filmkontrakt värt 20 miljoner dollar, för ett manus med titeln Crazy from the Heat. Roth hade hoppats att Van Halen skulle bidra till filmens soundtrack, men filmen spelades aldrig in då Metro-Goldwyn-Mayer såldes 1986.

### 1986–1996: Åren med Sammy Hagar
Eddie erbjöd Patty Smyth från bandet Scandal Roths plats i bandet, men hon tackade nej. Även Daryl Hall från Hall & Oates hade fått en förfrågan om att sjunga i Van Halen, men även han hade tackat nej. Via en bilmekaniker introducerades Eddie för Sammy Hagar, som tidigare hade sjungit i Montrose och som vid den här tiden haft framgångar som soloartist. Hagar hade från sitt album VOA (1984) fått en hit med låten "I Can't Drive 55", och albumet hade producerats av Ted Templeman som hittills hade producerat samtliga av Van Halens album. Hagar ersatte Roth och blev också kompgitarrist under bandets liveframträdanden.
Van Halens första studioalbum med Hagar, 5150, blev en succé och blev bandets första etta på Billboard 200. Albumets första singel "Why Can't This Be Love" nådde plats 3 i USA och nådde topp 20-placeringar i Australien, Nederländerna, Sverige och Tyskland. De efterföljande singlarna "Dreams" och "Love Walks In" nådde båda plats 22 i USA. I och med bytet av sångare designades också en ny logotyp, som användes på 5150. Den nya logotypen behöll flera element från originalet, men nu hade de både linjerna från "VH" förlängts så att de mötte varandra och således bildade en ring.
Efter utgivningen av 5150, inledde bandet 1986 Tour som gick över Nordamerika. Bandets konsert i New Haven den 27 augusti 1986 gavs 1987 ut som Live Without a Net på VHS. 2004 gavs den åter ut, denna gång som DVD. Förutom bandets mest kända låtar, ville Hagar under denna turné spela så få av bandets tidigare låtar som möjligt. Denna trend höll i sig: samtidigt som Van Halens repertoar med Hagar-låtar expanderade så spelade man allt färre av de låtar Roth medverkat på.
Alla fyra av studioalbumen med Hagar blev ettor på Billboard 200. I maj 1988 gavs Van Halens åttonde studioalbum ut, OU812. Från detta album gavs balladen "When It's Love" ut som singel, och nådde som bäst plats 5 i USA. Efter att ha givit ut For Unlawful Carnal Knowledge i juni 1991, vann bandet en Grammy 1992 för "Best Hard Rock Performance with Vocal". De tre första singlarna från albumet, "Poundcake", "Runaround" och "Top of the World" blev alla singelettor i Kanada. Under den efterföljande turnén spelade man in två konserter som gavs ut i februari 1993 som Live: Right Here, Right Now. Under denna turné gästade man Sverige för andra då man höll en konsert i Globen den 9 april 1993.
Balance, bandets tionde studioalbum, gavs ut i januari 1995 och nådde topp 10-placeringar i en rad olika länder, bland andra; Kanada, Australien, Schweiz, Nederländerna, Sverige, Tyskland och Storbritannien. Trots framgångarna blev stämningen i bandet med tiden alltmer ansträngd. Turnén för Balance 1995 slet hårt på bandet där bland annat en skadad Alex Van Halen vid ett flertal konserter uppträdde med stödkrage. Under den Europeiska delen av turnén agerade Van Halen förband till Bon Jovi.
Under inspelningarna av soundtracket till filmen Twister, var läget så spänt mellan bröderna Van Halen och Hagar att Hagar lämnade gruppen på fars dag 1996. Till denna film spelade bandet in låten "Humans Being" som Eddie, enligt honom själv, var tvungen att skriva all text till själv, då Hagars text var för "för smörig". Detta gjorde Hagar upprörd, och när gruppen skulle spela in ytterligare en låt till soundtracket så var Hagar i Hawaii då hans fru snart skulle föda. Hagar var inte särskilt intresserad av att jobba med soundtrack, så den andra låten – "Respect the Wind" – blev en instrumental låt där endast bröderna Van Halen medverkar. Under den här perioden arbetade bandet också på ett samlingsalbum. Detta ledde till fler konflikter med Hagar och gruppens nya manager Ray Danniels. Hagar var ointresserad av att arbeta på ett samlingsalbum innan ett nytt studioalbum. Hagar gillade inte heller att albumet, Best Of – Volume I, skulle innehålla både låtar han själv skrivit samt verk av Roth. Hagar uppgav att han blev sparkad, medan Van Halen menade att han lämnade gruppen.

### 1996–1999: Temporär återförening med Roth ochVan Halen III
Roth hade ringt till Eddie för att diskutera vilka låtar som skulle återfinnas på Best Of – Volume I. De både kom bra överens och Eddie bjöd hem Roth till sin studio. Kort därefter gick Roth in i studion med Van Halen, tillsammans med producenten Glen Ballard. Från dessa sessioner spelade gruppen in två låtar, "Can't Get This Stuff No More" och "Me Wise Magic", som sedan gavs ut som singlar och också återfinns på samlingsalbumet.
I september 1996 blev Van Halen tillfrågade att dela ut ett pris på MTV Video Music Awards, och på galan – som hölls den 4 september samma år – gjorde de fyra originalmedlemmarna sitt första offentliga framträdande tillsammans på över 11 år. Detta hjälpte albumet att nå förstaplatsen på Billboard 200. Under den här perioden letade dock Van Halen efter en ny sångare, något som Roth inte visste om.

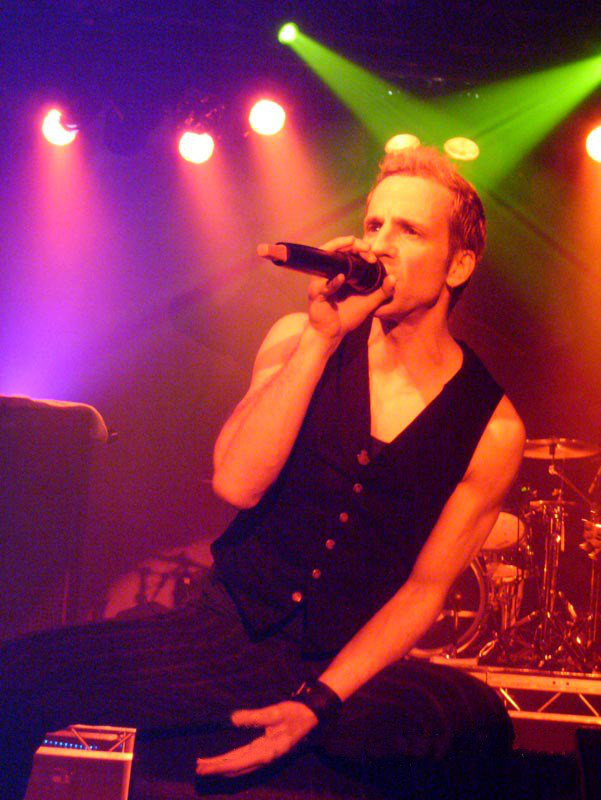
Gary Cherone var sångare i Van Halen mellan 1996 och 1999.

Bandets framträdande på MTV Video Music Awards gjorde att rykten och spekulationer om en återförening med Roth tog vid. Några veckor senare stod det dock klart att Roth inte längre var kvar i Van Halen. Roth släppte ett meddelande där han bad om ursäkt till media och fans och där han sade att han omedvetet tog del i ett PR-trick av Van Halen och dess manager Ray Danniels. Följande dag gav bröderna Van Halen ut ett eget pressmeddelande där de sade att de varit helt ärliga mot Roth och att de aldrig sagt att det var garanterat att han skulle få komma tillbaka till bandet. Eddie förklarade senare att han till en början tyckte att Roths upptåg, då han var i bild bakom Beck som gav ett tacktal till priset som Van Halen delat ut, var pinsam. Direkt efter detta höll bandet en presskonferens backstage. På frågor om en eventuell återföreningsturné svarade Eddie att han behövde en höftoperation och att de behövde spela in ett nytt studioalbum innan en ny turné. Privat hade Roth sagt till Eddie att inte tala om negativa saker såsom höften, vilket skapade irritation mellan de båda och därmed också förstörde chansen om en återförening.
Ny sångare blev istället Gary Cherone från det då upplösta hårdrocksbandet Extreme. Denna upplaga av bandet gav 1998 ut singeln "Without You" som efterföljdes av gruppens elfte studioalbum Van Halen III. Flera av låtarna på albumet var längre och mer experimentella än Van Halens tidigare verk. Albumet blev en kontrast till gruppens tidigare material med mer fokus på ballader än de traditionella rocklåtarna. Van Halen III sålde mindre än vad bandet vant sig vid och nådde bara guldstatus i USA, trots att det nådde plats 4 på Billboard 200. Låten "Fire in the Hole" var med i filmen Dödligt vapen 4 och dess soundtrack. Albumet följdes av III Tour, där man besökte Australien och Nya Zeeland för första gången. Man gjorde också konserter i Nordamerika, Europa och Japan. Bandet var bokade till Sweden Rock Festival men ställde in i sista stund då Alex Van Halen skadats under en spelning i Tyskland.
Efter turnén återvände Van Halen till studion och började, i början av 1999, arbeta på en uppföljare till Van Halen III. Arbetstitlar på låtar man arbetade med under dessa sessioner var: "Left for Dead", "River Wide", "Say Uncle", "You Wear it Well", "More Than Yesterday", "I Don't Miss You ...Much", "Love Divine", och "From Here, Where Do We Go?". Albumet färdigställdes aldrig då Cherone lämnade gruppen i november 1999 på grund av musikaliska meningsskiljaktigheter. Ingen av låtarna från dessa sessioner har givits ut och det dröjde ända till 2004 innan Van Halen gav ut nytt material.

### 1999–2005: Uppehåll och återförening med Hagar
I november 1999 hade Eddie återhämtat sig från sin höftoperation. Från 2000 till början av 2004 gjordes inga officiella uttalanden från Van Halen, och man gav under denna period inte ut någon musik. Bröderna Van Halen fortsatte att skriva musik i 5150 Studios och Cherone spelade in ett album och turnerade med Tribe of Judah. Texten till låten "Left for Dead", som Cherone hade skivit till Van Halen, användes till ett nytt arrangemang av Tribe of Judah.
2000 skapade bandet återigen ny musik med Roth, innan han åter lämnade gruppen. Eventuellt arbete med ny musik avbröts den 15 oktober 2001 när Eddie och hans fru sedan 21 år, skådespelaren Valerie Bertinelli, separerade (de ansökte dock inte om skilsmässa förrän i december 2005). I november 2001 hävdade Anthony att Roth återigen arbetat med Van Halen under ett antal månader, men att advokater avbrutit samarbetet. Anthony förnekade senare detta. Bandets kontrakt med Warner Bros. Records avslutades också under denna period och Eddie, som genomgått en behandling för cancer, meddelade i maj 2002 att han hade återhämtat sig helt.
Under sommaren 2002 samarbeteade Roth och Hagar då de gjorde turnén Song for Song, the Heavyweight Champs of Rock and Roll tillsammans. Turnén med de forna sångarna från Van Halen var fascinerande för både fans och media då den hade verkat mer osannolik än en Van Halen-turné med Roth eller Hagar. Turnén blev lyckad med mycket publik: Roth och Hagar turades om att öppna konserterna då de inte hade något förband. Michael Anthony gästade Hagars band, The Waboritas, vid ett flertal tillfällen. Under dessa framträdanden retades Hagar med Anthony genom att fråga: "Vet bröderna om att du är här?". Anthony spelade aldrig med Roth och även Gary Cherone medverkade vid ett par tillfällen. Från denna turné gav Hagar ut albumet Live: Hallelujah, där både Anthony och Cherone medverkade, samt DVD:n Long Road to Cabo. Hagar bildade därefter sidoprojektet Planet Us tillsammans med Joe Satriani, Michael Anthony samt gitarristen Neal Schon och trummisen Deen Castronovo som båda spelat i Journey. Bandet spelade in två låtar och gjorde ett fåtal livekonserter innan den upplöstes då både Hagar och Anthony återvände till Van Halen.

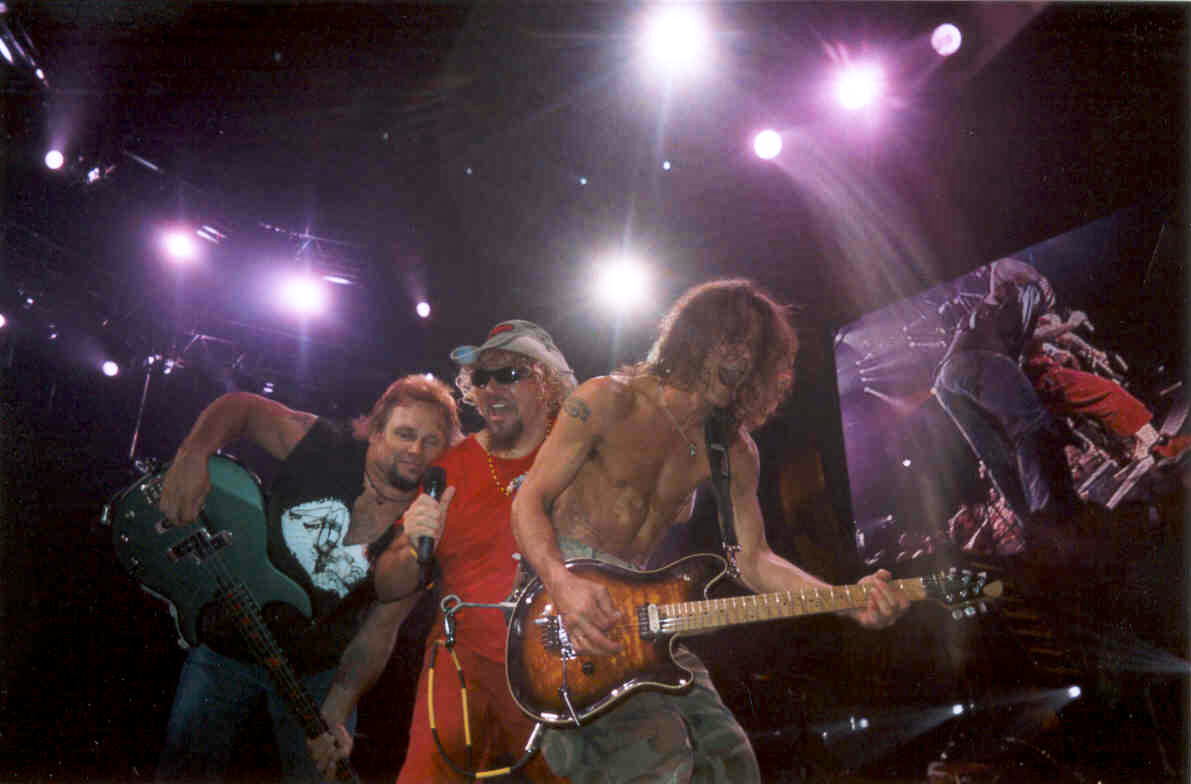
Van Halen live 2004.

I januari 2003 rapporterades det att Hagar åter arbetade med Van Halen. Detta bekräftades dock inte förrän i mars 2004 då bandet meddelade att man skulle ge ut ett nytt samlingsalbum och att man under sommaren skulle turnera i USA med Hagar. Albumet, The Best of Both Worlds, var ett dubbelalbum som också innehöll tre nya låtar med Hagar: "It's About Time", "Up for Breakfast" och "Learning to See". Dessa tre låtar var krediterade till Hagar/Van Halen/Van Halen, vilket var ovanligt då samtliga, inklusive Michael Anthony, i bandet brukade få låtskrivarkredit. Man angav dock att Anthony medverkat som basist, något han senare förnekade då Eddie inte velat ha med Anthony i återföreningen. All bas hade spelats in av Eddie och Anthony hade enbart medverkat som körsångare under dessa sessioner. Inga låtar med Cherone från Van Halen III var inkluderade i albumet, som platinacertifierades i USA i augusti 2004.
Bandets återföreningsturné drog in nästan 55 miljoner dollar och listades som en av de tio mest inkomstbringande turnéerna 2004. Recensioner från turnén var dock medelmåttiga. Under vissa konserter medverkade Eddies son, Wolfgang, då han spelade gitarr med sin far på låten "316". Under slutet av turnén kom rapporter om att Eddie spelade alkoholpåverkad vilket också bekräftades i videoklipp, inspelade av fans. I slutet av turnéns sista konsert slog Eddie sönder en av sina gitarrer. Efter turnén blev det återigen tyst om bandet. Till en början sade Hagar att han inte bestämt sig hur han skulle gå vidare med Van Halen, trots att han fortfarande var officiell medlem i bandet. Kort därefter medgav både Hagar och Anthony att Eddie hade haft alkoholproblem under turnén, vilket hade påverkat alla inblandade. Hagar sade att han var "klar med Van Halen" och att hade önskat att alla hade "tagit det mer seriöst". Trots detta sade Eddie senare att han varit "nöjd" med turnén. Efter att turnén avslutats återvände Hagar till sitt soloband The Waboritas, där Anthony medverkade vid ett par tillfällen. I en intervju i december 2005 avslöjade Anthony att han inte hade pratat med bröderna Van Halen och därför var osäker på bandets framtida planer.

### 2006–2020: Återförening med Roth
Därefter tog rykten om en återförening med David Lee Roth åter vid och i en intervju i början av januari 2006 sade Roth att han talat med Alex Van Halen veckan dessförinnan och att en återförening var "oundviklig". Han sade dock också att Eddie Van Halen var "i sin egen lilla värld". I maj 2006 meddelade Roth att "det finns kontakt mellan de två lägren". Den 3 juni samma år inledde Michael Anthony en framgångsrik turné med Hagar under parollen "The Other Half". Samtidigt, den 19 juni, gästade bröderna Van Halen Kenny Chesney under konsert på Home Depot Center och framförde låtarna "Jump" och "You Really Got Me". Detta var deras första liveframträdande sedan turnén 2004.
I mars 2006 sade Anthony till den Japanska rocktidningen Burrn att bröderna Van Halen inte ville ha med honom under återföreningsturnén 2004. För att få medverka på turnén blev han tvingad att gå med på ett avtal där han fick mindre royalties och att han inte fick använda bandnamnet för att promota sig själv efter turnén avslutats. I samma intervju medgav han att han inte hade varit involverad i de nya låtarna på Best of Both Worlds och att han bara spelat in tre låtar på Van Halen III. Den 8 september 2006, in en intervju med Howard Stern, berättade Eddie Van Halen att han var villig att återförenas med Roth och meddelade också att han arbetade på ett soloalbum. Han bekräftade också att Anthony inte längre var delaktig i bandet och att han ersatts av sin son, Wolfgang Van Halen. I november samma år hävdade Eddies talesperson, Janie Liszewski, att familjen Van Halen repeterade och skrev nytt material för en sommarturné 2007.
I en intervju med tidningen Guitar World, den 11 december 2006, sade Eddie att Roth fått en inbjudan att åter vara frontman i bandet. I slutet av samma månad sade Roth dock att han inte talat med Eddie på två år och att en återförening med Van Halen kunde sluta med ett "slagsmål i Jerry Springer-stil".
I januari 2007 meddelades det att Van Halen skulle komma att väljas in i Rock and Roll Hall of Fame and Museum. De invalda medlemmarna var bröderna Van Halen, Anthony, Hagar och Roth. Det var dock endast Hagar och Anthony som valde att närvara vid ceremonin, som hölls den 12 mars samma år, och gästade också husbandet i ett framförande av "Why Can't This Be Love".
I slutet av januari 2007 meddelade Billboard att Van Halen återförenats med Roth för en turné i USA; något som bekräftades kort därefter på Van Halens officiella webbplats. Turnén, som påbörjades under hösten 2007, innehöll till en början 25 konserter, men förlängdes med ytterligare datum 2008. Den första konserten på turnén spelades den 27 september 2007 i Charlotte, North Carolina. Bandet spelade inför utsålda arenor och turnén fick positiva recensioner i media. Samtidigt som rykten om att Eddie var tillbaka på rehab, ställdes ett flertal konserter in, den officiella orsaken för detta var dock att Eddie behövde läkarvård. Den 5 mars 2008 meddelades CBS News att orsaken till turnéns avbrott var att Eddie behövde återinträda på rehab. Man antydde också att ett "våldsamt bråk brutit ut i Florida med hans 17-årige son och bandkamrat Wolfgang", vilket hade motiverat Eddie att åter söka hjälp. Turnén återupptogs så småningom den 17 april i Nevada. Turnén avslutades den 2 juni 2008 i Grand Rapids. Under denna konsert sade Roth vid ett flertal tillfällen att detta inte skulle komma att bli bandets sista turné, och att de skulle "ses igen nästa gång". Enligt Van Halen News Desk var återföreningsturnén med Roth gruppens mest framgångsrika dittills och drog in nästan 93 miljoner dollar.
I en intervju med tidningen Guitar World, som publicerades den 12 november 2008, uttalade sig Eddie Van Halen om ny musik från Van Halen: "Jag kommer att göra musik ända tills jag dör. Jag har gjort alla möjliga saker, och mer är på väg. Jag kan inte avslöja exakt vad just nu. Wolfgang går i 12:e klass och behöver ta studenten först. Sedan ska jag gifta mig i juni. Vi fortsätter efter det." Eddie genomgick en operation i sin vänsterhand 2009, efter att ha fått vård för ledinflammation då han haft värk i sina fingrar under turnén 2007.
Van Halen äntrade Henson Studio C med producenten John Shanks den 17 januari 2011. Shanks meddelade, via Twitter, att han var i studion med bandet samtidigt som han publicerade ett foto på en av Eddie Van Halens signaturförstärkare. Det nya albumet skulle komma att bli Van Halens första studioalbum sedan man gav ut Van Halen III 1998, och första gången sedan 2004 som bandet gav ut ny musik. Det skulle också bli bandets första album med Wolfgang Van Halen som basist, istället för Michael Anthony. Det skulle också komma att bli deras första album med Roth på över 27 år. Det var också första gången som Roth gav ut ny musik sedan Diamond Dave släpptes 2003.

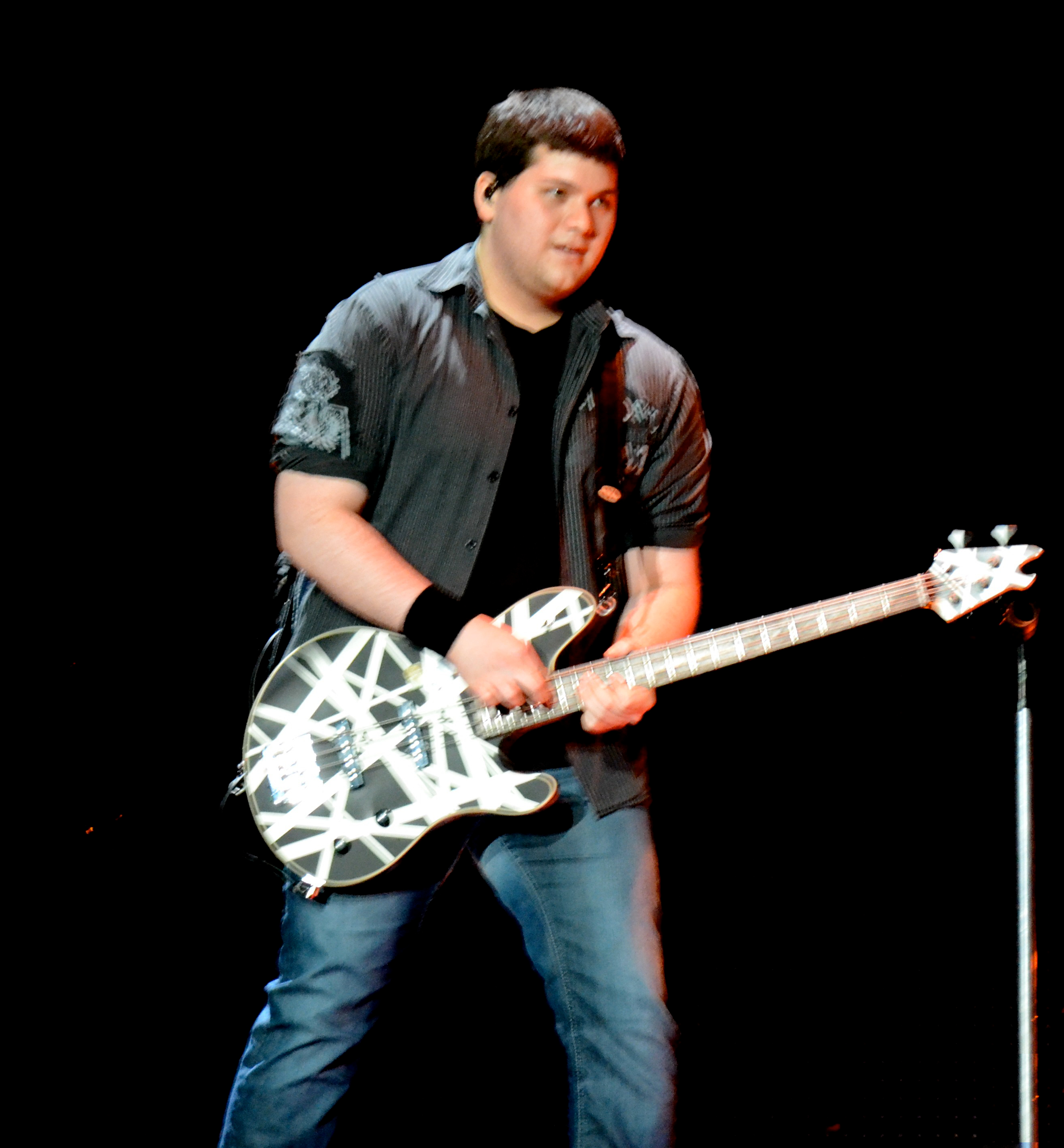
Wolfgang Van Halen ersatte Michael Anthony som basist 2006.

Den 16 juni 2011 hävdade gitarristen Mark Tremonti (medlem i Creed, Alter Bridge och Tremonti) att han blivit inbjuden till 5150 studios och att Eddie, Alex och Wolfgang Van Halen framförde albumet live, i sin helhet, för Tremonti och Creeds livegitarrist Eric Friedman. Producenten Ross Hogarth hävdade den 31 juli 2011 att albumet var färdiginspelat. Den 5 september samma år meddelades det att albumet hade mixats klart i mitten av augusti och att albumet nu mastrades.
Bandets officiella webbplats uppdaterades den 26 december 2011, där meddelades det att biljetter för Van Halens kommande turné skulle vara tillgängliga för köp från och med den 10 januari 2012. Den 5 januari 2012 gjorde Van Halen en intim klubbspelning på Cafe Wha? i New York City, vilken fick positiv respons från både fans och media. Bandets första singel, "Tattoo" hade premiär på radiostationer bara dagar senare, den 10 januari. Den följande veckan debuterade låten som nummer 67 på Billboard Hot 100. Van Halens nya album, A Different Kind of Truth, gavs ut via Interscope Records den 7 februari 2012. Det var gruppens första studioalbum sedan 1998 och deras första med Roth som sångare sedan 1984.
Den 8 februari 2012 genomförde Van Halen en general repetition för "familj och vänner" på The Forum i Inglewood, Kalifornien. Konserten innehöll flera äldre låtar och ett flertal låtar från A Different Kind of Truth. Albumet sålde över 188 000 exemplar i USA under de första sex dagarna och gick in på plats två på Billboard 200. Albumet fick positiv kritik både från fans och recensenter, vilket hjälpte albumet att hänga kvar ett tag i toppen av Billboardlistan. Det var också bandets högsta placering i Storbritannien då den gick in på plats nummer sex. Den efterföljande turnén blev också en succé där nästan samtliga av arenakonserterna i USA var "antingen utsålda, eller närapå".
Den 17 maj 2012 meddelade tidningen Rolling Stone att Van Halen skulle skjuta upp samtliga konserter efter konserten i New Orleans den 26 juli samma år. Kort därefter bekräftades detta och orsaken var att bandet skulle få semester efter att ha spelat in och turnerat nonstop under 18 månaders tid, samt att gruppen ville ha en chans att förbättra konsertupplevelsen då man skulle återuppta turnén i slutet av sommaren 2012. De uppskjutna konserterna listades dock kort därefter som inställda. Eddie Van Halen diagnostiserades med divertikulit den 30 augusti 2012 och genomgick senare en operation som gjorde att flera konserter som var planerade i Japan i november samma år sköts upp. Van Halen spelade för första gången, ledda av Roth, utanför USA sedan 1984 den 20 april 2013 på Stone Festival i Sydney. Detta var också första gången sedan 1998 som bandet spelade i Australien. Detta följdes upp av fyra konserter i Japan i juni samma år.
I februari 2015 meddelades det att Van Halen skulle komma att ge ut sitt första livealbum någonsin, med David Lee Roth som sångare, samtidigt som det rapporterades att bandet skulle komma att ge ut remastrade versioner av Van Halen och 1984 på CD, vinyl och digitalt. I en intervju samma månad sade Eddie Van Halen att han "skulle älska att göra ett studioalbum. Beror på timingen för alla. Jag vet inte vad David Lee Roth sysslar med nu. Jag vet inte om han bor i New York eller Japan eller var han är." Tokyo Dome Live in Concert gavs ut den 31 mars 2015.
Den 24 mars 2015 tillkännagav Van Halen en Nordamerikansk turné med 39 konserter, mellan juli och oktober 2015. Eddie sade till Rolling Stone i april 2015 att bandet troligtvis kommer att spela in ett studioalbum efter turnén. Gruppen har dock varit inaktiv sedan turnén avslutades.
Den 12 september 2019 meddelade Van Halen att man skulle ge ut en box med titeln The Japanese Singles, med singlar som gavs ut i Japan mellan 1978 och 1984. Boxen gavs ut den 1 november samma år.
I slutet av september 2019 sade sig Roth vara osäker på bandets framtid och meddelade att "jag tror att Van Halen är slut." Ett formellt tillkännagivande av en upplösning har emellertid inte gjorts.
Den 6 oktober 2020 avled Eddie Van Halen efter att ha drabbats av strupcancer.

## Medlemmar
Slutliga medlemmar
- Eddie Van Halen — gitarr, keyboard, bakgrundssång (1974–2020; hans död); sång (1974)
- Alex Van Halen — trummor, slagverk (1974–2020)
- David Lee Roth — sång, akustisk gitarr (1974–1985, 1996, 2007–2015)
- Wolfgang Van Halen — basgitarr, bakgrundssång (2006–2020)

Tidigare medlemmar
- Mark Stone — basgitarr, bakgrundssång (1974)
- Michael Anthony — basgitarr, bakgrundssång (1974-2006)
- Sammy Hagar — sång, gitarr (1985–1996, 2003–2005)
- Gary Cherone — sång (1996–1999)

## Diskografi
Studioalbum
- 1978 – Van Halen
- 1979 – Van Halen II
- 1980 – Women and Children First
- 1981 – Fair Warning
- 1982 – Diver Down
- 1984 – 1984
- 1986 – 5150
- 1988 – OU812
- 1991 – For Unlawful Carnal Knowledge
- 1995 – Balance
- 1998 – Van Halen III
- 2012 – A Different Kind of Truth